# Mali na Letnich Igrzyskach Olimpijskich 2024
Mali na Letnich Igrzyskach Olimpijskich 2024 – występ kadry sportowców reprezentujących Mali na igrzyskach olimpijskich, które odbyły się w Paryżu we Francji, w dniach 26 lipca – 11 sierpnia 2024.
Reprezentacja Mali liczyła dwadzieścioro czworo zawodników – dwie kobiet i dwudziestu jeden mężczyzn, którzy wystąpili w 5 dyscyplinach.
Był to piętnasty start Mali na letnich igrzyskach olimpijskich.

## Reprezentanci

### Boks
| Zawodnik      | Konkurencja | 1/16             | 1/8              | Ćwierćfinał      | Półfinał         | Finał            | Finał   | Źródło |
| Zawodnik      | Konkurencja | Przeciwnik Wynik | Przeciwnik Wynik | Przeciwnik Wynik | Przeciwnik Wynik | Przeciwnik Wynik | Miejsce | Źródło |
| ------------- | ----------- | ---------------- | ---------------- | ---------------- | ---------------- | ---------------- | ------- | ------ |
| Marine Camara | -57 kg (k)  | Yıldız P 0-5     | NQ               | NQ               | NQ               | NQ               | 17.     | [ 1 ]  |

### Lekkoatletyka
| Zawodnik     | Konkurencja       | Runda 1 | Runda 1 | Runda 2 | Runda 2 | Półfinał | Półfinał | Finał | Finał   | Źródło |
| Zawodnik     | Konkurencja       | Wynik   | Miejsce | Wynik   | Miejsce | Wynik    | Miejsce  | Wynik | Miejsce | Źródło |
| ------------ | ----------------- | ------- | ------- | ------- | ------- | -------- | -------- | ----- | ------- | ------ |
| Fodé Sissoko | bieg na 100 m (m) | 10,66   | 22.     | NQ      | NQ      | NQ       | NQ       | NQ    | NQ      | [ 2 ]  |

### Piłka nożna

#### Turniej mężczyzn
Skład
- Lassine Diarra(inne języki)
- Fodé Doucouré(inne języki)
- Hamidou Diallo
- Mamadou Tounkara(inne języki)
- Ibrahima Cissé
- Coli Saco(inne języki)
- Wilson Samaké
- Boubacar Traoré
- Cheickna Doumbia
- Salam Jiddou (kapitan)
- Thiemoko Diarra(inne języki)
- Issouf Sissokho(inne języki)
- Brahima Diarra(inne języki)
- Demba Diallo(inne języki)
- Mohamed Cisset
- Oumar Coulibaly
- Ahmed Diomandé(inne języki)
- Moussa Diakité(inne języki)

Trener:  Badara Alou Diallo
| Konkurencja | Faza grupowa     | Faza grupowa     | Faza grupowa     | Faza grupowa | Ćwierćfinały     | Półfinały        | Finał /mecz o 3. miejsce | Pozycja | Źródło |
| Konkurencja | Przeciwnik Wynik | Przeciwnik Wynik | Przeciwnik Wynik | Pozycja      | Przeciwnik Wynik | Przeciwnik Wynik | Przeciwnik Wynik         | Pozycja | Źródło |
| ----------- | ---------------- | ---------------- | ---------------- | ------------ | ---------------- | ---------------- | ------------------------ | ------- | ------ |
| mężczyźni   | Izrael R 1:1     | Japonia P 0:1    | Paragwaj P 0:1   | 3.           | NQ               | NQ               | NQ                       | 14.     | [ 3 ]  |

### Pływanie
| Zawodnik        | Konkurencja            | Eliminacje | Eliminacje | Półfinał | Półfinał | Finał | Finał | Źródło |
| Zawodnik        | Konkurencja            | Czas       | Poz.       | Czas     | Poz.     | Czas  | Poz.  | Źródło |
| --------------- | ---------------------- | ---------- | ---------- | -------- | -------- | ----- | ----- | ------ |
| Aïchata Diabaté | 50 m st. dowolnym (k)  | 37,55      | 77.        | NQ       | NQ       | NQ    | NQ    | [ 4 ]  |
| Alexien Kouma   | 100 m st. dowolnym (m) | 56,34      | 76.        | NQ       | NQ       | NQ    | NQ    | [ 5 ]  |

### Taekwondo
| Zawodnik         | Konkurencja | 1/8 finału       | Ćwierćfinał      | Półfinał         | Repesaż          | Finał / 3.miejsce | Finał / 3.miejsce | Źródło |
| Zawodnik         | Konkurencja | Przeciwnik Wynik | Przeciwnik Wynik | Przeciwnik Wynik | Przeciwnik Wynik | Przeciwnik Wynik  | Pozycja           | Źródło |
| ---------------- | ----------- | ---------------- | ---------------- | ---------------- | ---------------- | ----------------- | ----------------- | ------ |
| Ismaël Coulibaly | -80 kg (m)  | Toleugali P 1-2  | NQ               | NQ               | NQ               | NQ                | 17.               | [ 6 ]  |